# L'Île-du-Grand-Calumet
L'Île-du-Grand-Calumet är en kommun i provinsen Québec i Kanada, omfattande ön Île du Grand Calumet i Ottawafloden. Den ligger i regionen Outaouais, i den sydöstra delen av landet, 80 km väster om huvudstaden Ottawa.